# Stanisław Ostrowski
Stanisław Ostrowski (* 29. Oktober 1892 in Lemberg; † 22. November 1982 in London) war ein polnischer Arzt, Offizier und Politiker im 20. Jahrhundert.

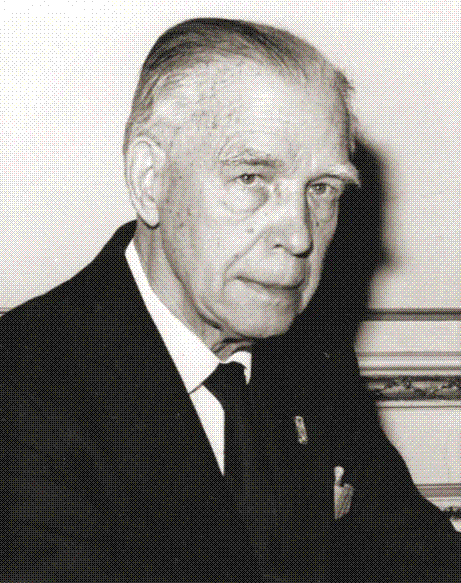
Stanisław Ostrowski

## Leben
Im Alter von 22 Jahren, 1914, trat er in die sogenannte Piłsudski-Legionen (Teil der „polnischen Wehrmacht“) ein und nahm später an der Verteidigung Lembergs gegen die Ukrainer (1918) und an den Kämpfen im polnisch-sowjetischen Kriege 1919–21 teil. Danach setzte er das Studium der Medizin an der Universität Lemberg fort, promovierte 1924 und eröffnete eine Arztpraxis in seiner Heimatstadt. In den 1920er- und 1930er-Jahren war er außerdem Mitglied des Sejm. Im Jahre 1936 übernahm er das Amt des Stadtpräsidenten von Lemberg und leitete die Verteidigung der Stadt gegen die Deutschen im Jahre 1939. Nach der Kapitulation Lembergs und der Übergabe der Stadt von den Deutschen an die Sowjets (Pakt Ribbentrop–Molotow) wurde er verhaftet und zu einer langjährigen Strafe im Gulag verurteilt. 1942 entlassen, ging er mit der in der Sowjetunion gebildeten polnischen Armee in den Nahen Osten und nahm später als Militärarzt an der Kampagne in Italien teil, u. a. an der Schlacht um Monte Cassino.
Nach dem Kriege ließ sich Ostrowski als Arzt in Großbritannien nieder und übernahm nach dem Tode von August Zaleski im Jahre 1972 das Amt des Exilpräsidenten, welches er, im Unterschied zu seinem Vorgänger, im Sinne der Verfassung vom 23. April 1935 sieben Jahre lang bis 1979 ausübte. Er starb 1982.

## Schriften
- Dnie pohanbienia 1939–1941, London 1970.